# René Sneyers
Pour les articles homonymes, voir Sneyers.
René Victor Gustave Joseph Sneyers (Gembloux, 6 avril 1918 – Bruxelles, 26 août 1984) est un chimiste, successeur de Paul B. Coremans à la tête de l’Institut royal du patrimoine artistique (IRPA).

## Études et formation
René Sneyers obtient en 1941 son diplôme en Sciences (orientation Chimie) à l’université libre de Bruxelles. La même année, il effectue un stage au Laboratoire Intercommunal de Bruxelles de Chimie et de Bactériologie (LIBCB, de nos jours « Brulabo »), et commence à écrire une thèse de doctorat. Cependant, il doit rapidement l’arrêter car l’Université est fermée de 1942 à 1944 par l’occupant allemand. Durant ces années, il reçoit l’opportunité de travailler sous la direction de Paul Coremans à une recherche en chimie analytique au Laboratoire central de la société Solvay.

## Biographie
En 1947, Coremans l’engage en tant que chef du laboratoire des nouvellement fondées Archives Centrales iconographiques pour l’Art national et le Laboratoire central des musées belges (ACL). Coremans restera à la tête de l’Institut jusqu’en 1957, moment où celui-ci est rebaptisé IRPA, nom qu’il possède toujours actuellement.
René Sneyers prend part à la recherche scientifique sur L'Agneau mystique (des frères Hubert et Jan Van Eyck), examiné et restauré par les ACL de 1950 à 1951. Il écrit en collaboration avec le restaurateur Albert Philippot deux chapitres importants de « L'Agneau mystique au Laboratoire ». Cette publication est considérée comme révolutionnaire de par la collaboration interdisciplinaire mise en place entre historiens d’art, chimistes et restaurateurs. La collaboration entre Sneyers et Philippot se poursuit par l’examen et le traitement d’autres œuvres, comme celles par exemple de Dirk Bouts, Hans Memling, Juste de Gand et Pierre Paul Rubens.
À la fin des années 1950, le besoin se fait sentir de pouvoir se consacrer à la recherche sur le vieillissement et la conservation des bâtiments et des sculptures de pierre. Coremans confie cette mission à Sneyers et l’envoie à Paris afin que celui-ci étudie les méthodes appliquées pour les travaux de nettoyage des façades. À son retour, il introduit en Belgique une technique de nettoyage au moyen d’un arrosage à l’eau. Il prend contact et présente son étude à 67 spécialistes dans 32 pays. Cette nouvelle connaissance lui permet entre autres de participer à différents congrès organisés par l’ICOM, mais aussi de créer pour Icomos Belgique le comité scientifique consacré aux pierres. En outre, l’UNESCO le consulte en tant qu’expert pour la conservation de l’Acropole d'Athènes. En ce qui concerne l’IRPA, Sneyers joue un rôle important dans l’élaboration du nouveau bâtiment, officiellement ouvert en 1962, puisqu’il est responsable de sa conception technique et de sa réalisation. Il travaille ainsi durant cinq ans en collaboration avec l’architecte Charles Rimanque, y mettant toute son énergie. C’est la première fois dans l’histoire qu’un bâtiment est entièrement conçu et aménagé pour accueillir toutes les disciplines ayant à voir avec la conservation du patrimoine artistique.
À la mort de Paul Coremans en 1965, René Sneyers prend en intérim la tête de l’IRPA pendant sept ans, avant d’être définitivement nommé directeur de l’Institut en 1972. La loi linguistique de 1966 sur l’usage des langues dans l’administration l’empêche de recruter du nouveau personnel jusqu’en 1977. Cette mesure entrave le bon fonctionnement de son institution, ce qu’il arrive à surmonter.

En 1983, il part à la pension, et décède inopinément moins d’un an plus tard. Pendant 36 ans, et principalement durant les 18 ans où il en était le directeur, il s’est entièrement consacré au développement de l’IRPA.